# Euroliga 2008-09
La temporada 2008-09 de la Euroliga (la máxima competición de clubes de baloncesto de Europa) se disputó del 20 de octubre de 2008 hasta el 3 de mayo de 2009 y fue organizada por la Unión de Ligas Europeas de Baloncesto (ULEB).
Los mejores 24 clubes europeos de baloncesto compitieron por el título de campeón de clubes europeo, el cual fue ganado por el Panathinaikos BC en la ciudad de Berlín.

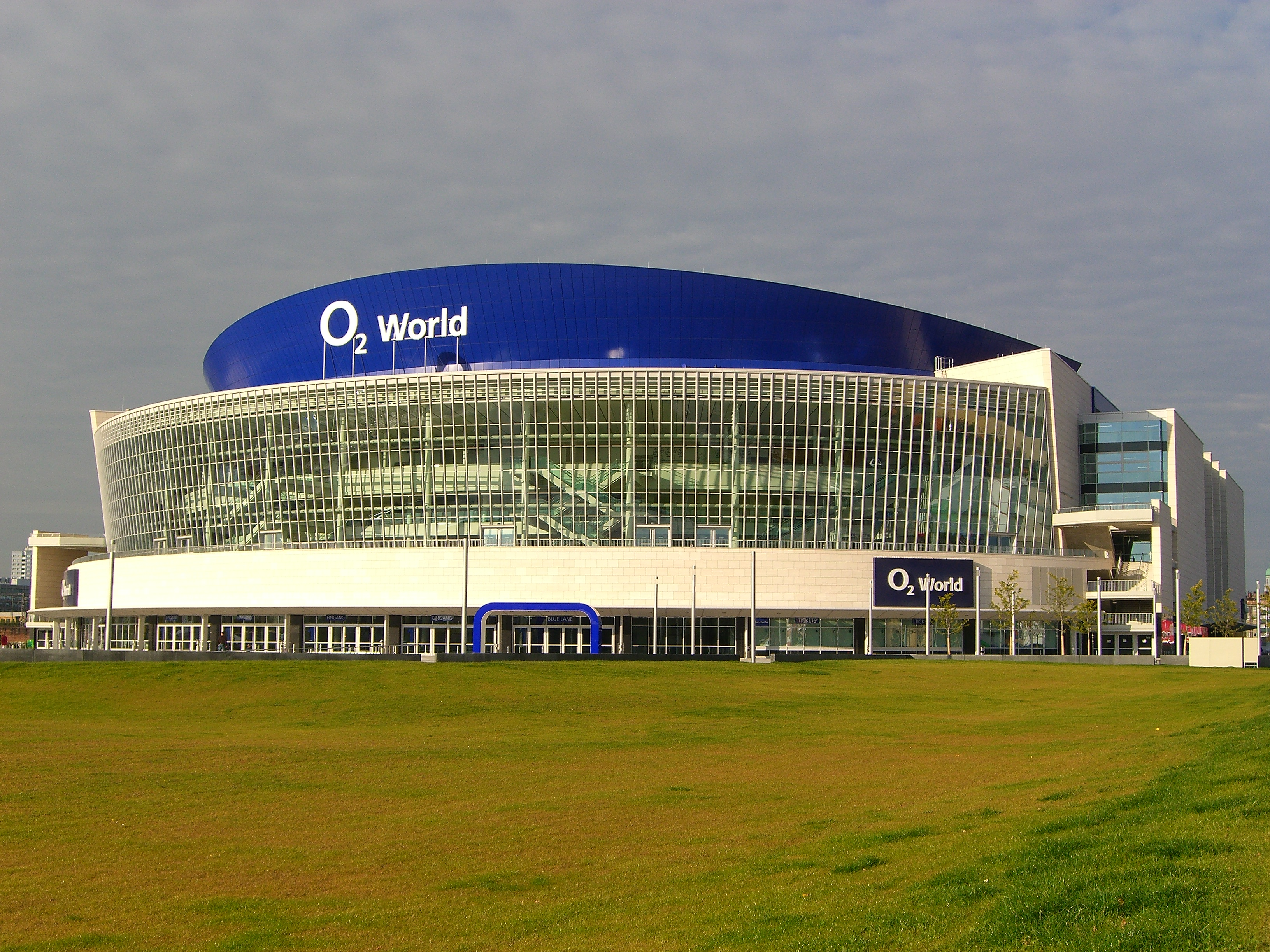
O_{2} World de Berlín sede de la Final Four 2009.

## Primera fase
Los cuatro primeros de cada grupo alcanzaron el Top 16.
| Clave para los grupos                       |
| ------------------------------------------- |
| Equipos clasificados para la siguiente fase |
| Equipos eliminados                          |

### Grupo A
|    | Equipo                | PJ | PG | PP | PF  | PC  | Dif |
| -- | --------------------- | -- | -- | -- | --- | --- | --- |
| 1. | Unicaja Málaga        | 10 | 8  | 2  | 771 | 698 | +73 |
| 2. | Olympiacos BC         | 10 | 6  | 4  | 815 | 748 | +67 |
| 3. | Maccabi Tel Aviv BC   | 10 | 6  | 4  | 815 | 811 | +4  |
| 4. | KK Cibona Zagreb      | 10 | 5  | 5  | 760 | 772 | -12 |
| 5. | Air Avellino          | 10 | 3  | 7  | 754 | 814 | -60 |
| 6. | Le Mans Sarthe Basket | 10 | 2  | 8  | 747 | 819 | -72 |

|      | UNIC  | OLYM  | MACC  | CIBN  | AVEL  | LEMA  |
| ---- | ----- | ----- | ----- | ----- | ----- | ----- |
| UNIC | –     | 60–56 | 92–69 | 77–67 | 72–68 | 84–79 |
| OLYM | 83–72 | –     | 84–65 | 93–64 | 91–66 | 68–78 |
| MACC | 73–80 | 96–83 | –     | 88–83 | 90–83 | 82–80 |
| CIBN | 76–77 | 85–76 | 81–79 | –     | 82–79 | 89–70 |
| AVEL | 72–70 | 69–83 | 72–86 | 79–75 | –     | 78–73 |
| LEMA | 55–87 | 93–98 | 73–87 | 54–58 | 92–88 | –     |

### Grupo B
|    | Equipo              | PJ | PG | PP | PF  | PC  | Dif  |
| -- | ------------------- | -- | -- | -- | --- | --- | ---- |
| 1. | Regal FC Barcelona  | 10 | 9  | 1  | 813 | 650 | +163 |
| 2. | Montepaschi Siena   | 10 | 8  | 2  | 835 | 750 | +85  |
| 3. | Panathinaikos BC    | 10 | 7  | 3  | 763 | 707 | +56  |
| 4. | Asseco Prokom Sopot | 10 | 2  | 8  | 675 | 734 | -59  |
| 5. | BC Žalgiris Kaunas  | 10 | 2  | 8  | 716 | 812 | -96  |
| 6. | SLUC Nancy Basket   | 10 | 2  | 8  | 706 | 855 | -149 |

|      | FCBA  | MONT   | PANA  | PROK  | ŽALG   | NANC   |
| ---- | ----- | ------ | ----- | ----- | ------ | ------ |
| FCBA | –     | 87–61  | 90–66 | 74–62 | 90–68  | 91–68  |
| MONT | 71–61 | –      | 82–77 | 80–71 | 100–93 | 86–63  |
| PANA | 76–87 | 81–76  | –     | 75–53 | 78–51  | 83–69  |
| PROK | 64–76 | 71–83  | 60–67 | –     | 65–60  | 91–62  |
| ŽALG | 60–75 | 67–93  | 69–80 | 79–68 | –      | 105–94 |
| NANC | 54–82 | 79–103 | 70–80 | 78–70 | 69–64  | –      |

### Grupo C
|    | Equipo               | PJ | PG | PP | PF  | PC  | Dif  |
| -- | -------------------- | -- | -- | -- | --- | --- | ---- |
| 1. | TAU Cerámica         | 10 | 8  | 2  | 916 | 808 | +108 |
| 2. | Lottomatica Roma     | 10 | 6  | 4  | 814 | 786 | +28  |
| 3. | Fenerbahçe Ülker     | 10 | 6  | 4  | 779 | 755 | +24  |
| 4. | ALBA Berlin          | 10 | 4  | 6  | 691 | 748 | -57  |
| 5. | DKV Joventut         | 10 | 4  | 6  | 800 | 810 | -10  |
| 6. | KK Olimpia Ljubljana | 10 | 2  | 8  | 725 | 818 | -93  |

|      | BASK    | ROMA  | FENE  | ALBA   | JOVN  | OLIM   |
| ---- | ------- | ----- | ----- | ------ | ----- | ------ |
| BASK | –       | 90–93 | 80–70 | 106–65 | 91–83 | 101–69 |
| ROMA | 96–103  | –     | 76–67 | 70–64  | 85–71 | 74–69  |
| FENE | 69–81   | 90–86 | –     | 82–73  | 89–63 | 89–87  |
| ALBA | 68–73   | 68–63 | 72–63 | –      | 74–72 | 59–67  |
| JOVN | 105–100 | 97–93 | 67–70 | 75–79  | –     | 81–64  |
| OLIM | 90–91   | 67–78 | 70–90 | 77–69  | 65–86 | –      |

### Grupo D
|    | Equipo                | PJ | PG | PP | PF  | PC  | Dif  |
| -- | --------------------- | -- | -- | -- | --- | --- | ---- |
| 1. | PBC CSKA Moscú        | 10 | 7  | 3  | 774 | 644 | +130 |
| 2. | Real Madrid CF        | 10 | 6  | 4  | 740 | 707 | +33  |
| 3. | Armani Jeans Milán    | 10 | 5  | 5  | 734 | 745 | -11  |
| 4. | Partizan Igokea       | 10 | 5  | 5  | 706 | 687 | +19  |
| 5. | Efes Pilsen SK        | 10 | 4  | 6  | 713 | 762 | -49  |
| 6. | Panionios On Telecoms | 10 | 3  | 7  | 668 | 790 | -122 |

|      | CSKA  | RMAD  | OMIL  | PART  | EFES  | PANI  |
| ---- | ----- | ----- | ----- | ----- | ----- | ----- |
| CSKA | –     | 78–82 | 90–64 | 63–66 | 90–68 | 93–61 |
| RMAD | 54–58 | –     | 70–69 | 68–67 | 80–69 | 87–66 |
| OMIL | 80–79 | 70–61 | –     | 73–59 | 71–81 | 77–73 |
| PART | 62–63 | 81–77 | 81–76 | –     | 83–77 | 80–57 |
| EFES | 55–74 | 81–95 | 74–67 | 61–60 | –     | 69–78 |
| PANI | 52–86 | 68–66 | 77–87 | 72–67 | 64–78 | –     |

## Top 16
Los dos primeros de cada grupo alcanzaron la ronda eliminatoria.

### Grupo E
|    | Equipo              | PJ | PG | PP | PF  | PC  | Dif |
| -- | ------------------- | -- | -- | -- | --- | --- | --- |
| 1. | Olympiacos BC       | 6  | 5  | 1  | 496 | 446 | +50 |
| 2. | TAU Cerámica        | 6  | 4  | 2  | 556 | 474 | +82 |
| 3. | Armani Jeans Milán  | 6  | 2  | 4  | 455 | 529 | -74 |
| 4. | Asseco Prokom Sopot | 6  | 1  | 5  | 444 | 502 | -58 |

|      | OLYM  | BASK   | OMIL   | PROK  |
| ---- | ----- | ------ | ------ | ----- |
| OLYM | –     | 73–70  | 84–81  | 84–71 |
| BASK | 80–88 | –      | 108–90 | 99–77 |
| OMIL | 76–74 | 74–107 | –      | 72–96 |
| PROK | 68–93 | 72–92  | 60–62  | –     |

### Grupo F
|    | Equipo              | PJ | PG | PP | PF  | PC  | Dif |
| -- | ------------------- | -- | -- | -- | --- | --- | --- |
| 1. | Regal FC Barcelona  | 6  | 5  | 1  | 508 | 429 | +79 |
| 2. | Real Madrid CF      | 6  | 5  | 1  | 505 | 487 | +18 |
| 3. | Maccabi Tel Aviv BC | 6  | 2  | 4  | 459 | 481 | -22 |
| 4. | ALBA Berlin         | 6  | 0  | 6  | 427 | 502 | -75 |

|      | FCBA  | RMAD  | MACC  | ALBA  |
| ---- | ----- | ----- | ----- | ----- |
| FCBA | –     | 90–79 | 85–65 | 85–69 |
| RMAD | 85–83 | –     | 98–79 | 83–82 |
| MACC | 74–90 | 69–73 | –     | 96–65 |
| ALBA | 57–75 | 84–87 | 70–76 | –     |

### Grupo G
|    | Equipo           | PJ | PG | PP | PF  | PC  | Dif |
| -- | ---------------- | -- | -- | -- | --- | --- | --- |
| 1. | Panathinaikos BC | 6  | 5  | 1  | 503 | 428 | +72 |
| 2. | Partizan Igokea  | 6  | 4  | 2  | 420 | 434 | -14 |
| 3. | Unicaja Málaga   | 6  | 2  | 4  | 484 | 461 | +23 |
| 4. | Lottomatica Roma | 6  | 1  | 5  | 441 | 525 | -84 |

|      | PANA  | PART  | UNIC   | ROMA  |
| ---- | ----- | ----- | ------ | ----- |
| PANA | –     | 81–63 | 103–95 | 92–67 |
| PART | 63–56 | –     | 60–59  | 84–76 |
| UNIC | 69–81 | 74–78 | –      | 99–64 |
| ROMA | 71–90 | 88–72 | 75–88  | –     |

### Grupo H
|    | Equipo            | PJ | PG | PP | PF  | PC  | Dif |
| -- | ----------------- | -- | -- | -- | --- | --- | --- |
| 1. | PBC CSKA Moscú    | 6  | 5  | 1  | 454 | 377 | +77 |
| 2. | Montepaschi Siena | 6  | 4  | 2  | 472 | 456 | +16 |
| 3. | KK Cibona Zagreb  | 6  | 2  | 4  | 423 | 456 | -33 |
| 4. | Fenerbahçe Ülker  | 6  | 1  | 5  | 384 | 444 | -60 |

|      | CSKA  | MONT  | CIBN  | FENE  |
| ---- | ----- | ----- | ----- | ----- |
| CSKA | –     | 95–71 | 87–61 | 77–60 |
| MONT | 74–56 | –     | 86–70 | 87–79 |
| CIBN | 63–73 | 88–81 | –     | 55–65 |
| FENE | 48–66 | 68–73 | 64–86 | –     |

## Cuartos de final

### Cuarto de final 1
| 24 de marzo de 2009 | Olympiacos BC                                            | 88–79        | Real Madrid CF                               |                                                                                       |  |
|                     | Parciales: 28-18, 18-23, 17-23, 25-15                    |              |                                              |                                                                                       |  |
|                     | Estadísticas Greer & Vujčić 19 Bourousis 6 Papaloukas 13 | Pts Reb Asts | Estadísticas Bullock 15 Hervelle 9 Sánchez 2 | Pabellón: Pabellón de 'La Paz y La Amistad', El Pireo Asistencia: 12.000 espectadores |  |

| 26 de marzo de 2009 | Olympiacos BC                                  | 79–73        | Real Madrid CF                                   |                                                                                       |  |
|                     | Parciales: 18-15, 20-21, 21-13, 20-24          |              |                                                  |                                                                                       |  |
|                     | Estadísticas Greer 21 Printezis 6 Papaloukas 4 | Pts Reb Asts | Estadísticas Reyes 23 Hervelle & Reyes 9 López 4 | Pabellón: Pabellón de 'La Paz y La Amistad', El Pireo Asistencia: 12.000 espectadores |  |

| 31 de marzo de 2009 | Real Madrid CF                          | 71–63        | Olympiacos BC                                       |                                                                         |  |
|                     | Parciales: 23-12, 14-8, 15-21, 19-22    |              |                                                     |                                                                         |  |
|                     | Estadísticas Bullock 22 Reyes 9 Reyes 4 | Pts Reb Asts | Estadísticas Bourousis 17 Bourousis 10 Papaloukas 6 | Pabellón: Palacio de Vistalegre, Madrid Asistencia: 11.500 espectadores |  |

| 2 de abril de 2009                  | Real Madrid CF                           | 75–78        | Olympiacos BC                                                                      |                                                                         |  |  |
|                                     | Parciales: 16-20, 25-13, 17-21, 17-24    |              |                                                                                    |                                                                         |  |  |
|                                     | Estadísticas Bullock 19 Reyes 10 López 5 | Pts Reb Asts | Estadísticas Bourousis 25 Childress 7 Bourousis, Halperin, Papaloukas & Teodosić 2 | Pabellón: Palacio de Vistalegre, Madrid Asistencia: 12.900 espectadores |  |  |
| Olympiacos BC gana la serie por 3–1 |                                          |              |                                                                                    |                                                                         |  |  |
|                                     |                                          |              |                                                                                    |                                                                         |  |  |

### Cuarto de final 2
| 24 de marzo de 2009 | Regal FC Barcelona                                              | 75–84        | TAU Cerámica                                   |                                                                     |  |
|                     | Parciales: 18-24, 16-21, 24-22, 17-17                           |              |                                                |                                                                     |  |
|                     | Estadísticas Navarro 17 Ilyasova 13 Grimau, Lakovič & Navarro 2 | Pts Reb Asts | Estadísticas Rakočević 18 Mickeal 8 Prigioni 8 | Pabellón: Palau Blaugrana, Barcelona Asistencia: 7.134 espectadores |  |

| 26 de marzo de 2009 | Regal FC Barcelona                                      | 85–62        | TAU Cerámica                                    |                                                                     |  |
|                     | Parciales: 23-24, 23-16, 14-7, 25-15                    |              |                                                 |                                                                     |  |
|                     | Estadísticas Lakovič 17 Ilyasova & Vázquez 10 Navarro 6 | Pts Reb Asts | Estadísticas Rakočević 18 Mickeal 7 Rakočević 3 | Pabellón: Palau Blaugrana, Barcelona Asistencia: 7.084 espectadores |  |

| 31 de marzo de 2009 | TAU Cerámica                                   | 69–62        | Regal FC Barcelona                                            |                                                                        |  |
|                     | Parciales: 16-11, 13-9, 17-17, 23-25           |              |                                                               |                                                                        |  |
|                     | Estadísticas Rakočević 15 Mickeal 9 Prigioni 6 | Pts Reb Asts | Estadísticas Lakovič 20 Grimau & Vázquez 6 Basile & Lakovič 3 | Pabellón: Fernando Buesa Arena, Vitoria Asistencia: 9.600 espectadores |  |

| 2 de abril de 2009 | TAU Cerámica                                               | 63–84        | Regal FC Barcelona                           |                                                                        |  |
|                    | Parciales: 19-17, 22-23, 13-30, 9-14                       |              |                                              |                                                                        |  |
|                    | Estadísticas Rakočević 21 Mickeal & Splitter 6 Rakočević 4 | Pts Reb Asts | Estadísticas Lakovič 15 Ilyasova 8 Lakovič 5 | Pabellón: Fernando Buesa Arena, Vitoria Asistencia: 9.700 espectadores |  |

| 9 de abril de 2009                       | Regal FC Barcelona                                        | 78–62        | TAU Cerámica                                             |                                                                     |  |  |
|                                          | Parciales: 23-15, 17-15, 18-14, 20-18                     |              |                                                          |                                                                     |  |  |
|                                          | Estadísticas Ilyasova & Navarro 19 Ilyasova 10 Ilyasova 4 | Pts Reb Asts | Estadísticas Splitter 19 Mickeal & Splitter 7 Prigioni 3 | Pabellón: Palau Blaugrana, Barcelona Asistencia: 7.685 espectadores |  |  |
| Regal FC Barcelona gana la serie por 3–2 |                                                           |              |                                                          |                                                                     |  |  |
|                                          |                                                           |              |                                                          |                                                                     |  |  |

### Cuarto de final 3
| 24 de marzo de 2009 | Panathinaikos BC                             | 90–85        | Montepaschi Siena                      |                                                                       |  |
|                     | Parciales: 23-18, 21-20, 18-15, 28-32        |              |                                        |                                                                       |  |
|                     | Estadísticas Peković 21 Fotsis 7 Spanoulis 6 | Pts Reb Asts | Estadísticas Sato 29 Sato 9 McIntyre 6 | Pabellón: Olympic Indoor Hall, Atenas Asistencia: 18.000 espectadores |  |

| 26 de marzo de 2009 | Panathinaikos BC                                 | 79–84        | Montepaschi Siena                                       |                                                                       |  |
|                     | Parciales: 21-24, 22-14, 18-17, 18-29            |              |                                                         |                                                                       |  |
|                     | Estadísticas Batiste 16 Fotsis 10 Jasikevičius 5 | Pts Reb Asts | Estadísticas McIntyre 24 Lavrinovič & Sato 4 McIntyre 4 | Pabellón: Olympic Indoor Hall, Atenas Asistencia: 18.000 espectadores |  |

| 31 de marzo de 2009 | Montepaschi Siena                         | 53–72        | Panathinaikos BC                                                 |                                                                     |  |
|                     | Parciales: 16-15, 10-24, 11-21, 16-12     |              |                                                                  |                                                                     |  |
|                     | Estadísticas McIntyre 13 Eze 7 McIntyre 3 | Pts Reb Asts | Estadísticas Nicholas & Spanoulis 13 Tsartsaris 10 Diamantidis 5 | Pabellón: Palasport Mens Sana, Siena Asistencia: 6.996 espectadores |  |

| 2 de abril de 2009                     | Montepaschi Siena                                     | 84–91        | Panathinaikos BC                                          |                                                                     |  |  |
|                                        | Parciales: 18-28, 26-19, 16-18, 24-26                 |              |                                                           |                                                                     |  |  |
|                                        | Estadísticas McIntyre 35 Sato 7 Kaukėnas & McIntyre 3 | Pts Reb Asts | Estadísticas Nicholas 19 Batiste & Peković 5 Spanoulis 10 | Pabellón: Palasport Mens Sana, Siena Asistencia: 7.025 espectadores |  |  |
| Panathinaikos BC gana la serie por 3–1 |                                                       |              |                                                           |                                                                     |  |  |
|                                        |                                                       |              |                                                           |                                                                     |  |  |

### Cuarto de final 4
| 24 de marzo de 2009 | PBC CSKA Moscú                              | 56–47        | Partizan Igokea                                               |                                                                            |  |
|                     | Parciales: 13-3, 17-17, 13-11, 13-16        |              |                                                               |                                                                            |  |
|                     | Estadísticas Lorbek 16 Khryapa 10 Khryapa 4 | Pts Reb Asts | Estadísticas Tripković 12 Lasme, Rašić & Veličković 5 Tepić 3 | Pabellón: CSKA Universal Sports Hall, Moscú Asistencia: 4.600 espectadores |  |

| 26 de marzo de 2009 | PBC CSKA Moscú                                     | 77–50        | Partizan Igokea                                                 |                                                                            |  |
|                     | Parciales: 21-6, 22-16, 18-12, 16-16               |              |                                                                 |                                                                            |  |
|                     | Estadísticas Lorbek 21 Lorbek 7 Langdon & Lorbek 2 | Pts Reb Asts | Estadísticas Lasme 15 Lasme 5 Božić, Lasme, Tepić & Tripković 2 | Pabellón: CSKA Universal Sports Hall, Moscú Asistencia: 4.500 espectadores |  |

| 31 de marzo de 2009                  | Partizan Igokea                                 | 56–67        | PBC CSKA Moscú                               |                                                                      |  |  |
|                                      | Parciales: 14-15, 14-18, 10-19, 18-15           |              |                                              |                                                                      |  |  |
|                                      | Estadísticas Veličković 26 Lasme 8 Veličković 4 | Pts Reb Asts | Estadísticas Šiškauskas 20 Smodiš 7 Lorbek 4 | Pabellón: Beogradska Arena, Belgrado Asistencia: 21.352 espectadores |  |  |
| PBC CSKA Moscú gana la serie por 3–0 |                                                 |              |                                              |                                                                      |  |  |
|                                      |                                                 |              |                                              |                                                                      |  |  |

## Final Four

### Semifinales

#### Semifinal 1
| 1 de mayo de 2009 | Regal FC Barcelona                            | 78–82        | PBC CSKA Moscú                                 |                                                            |  |
|                   | Parciales: 21-12, 15-20, 20-22, 22-28         |              |                                                |                                                            |  |
|                   | Estadísticas Andersen 24 Santiago 6 Lakovič 5 | Pts Reb Asts | Estadísticas Šiškauskas 29 Khryapa 10 Holden 4 | Pabellón: O2 World, Berlín Asistencia: 13.238 espectadores |  |

#### Semifinal 2
| 1 de mayo de 2009 | Olympiacos BC                                  | 82–84        | Panathinaikos BC                                          |                                                            |  |
|                   | Parciales: 21-27, 20-16, 22-23, 19-18          |              |                                                           |                                                            |  |
|                   | Estadísticas Greer 18 Bourousis 7 Papaloukas 5 | Pts Reb Asts | Estadísticas Peković 20 Batiste & Fotsis 6 Jasikevičius 5 | Pabellón: O2 World, Berlín Asistencia: 13.238 espectadores |  |

### Tercer lugar
| 3 de mayo de 2009 | Regal FC Barcelona                           | 95–79        | Olympiacos BC                                  |                                                            |  |
|                   | Parciales: 26-19, 20-11, 27-28, 22-21        |              |                                                |                                                            |  |
|                   | Estadísticas Andersen 20 Vázquez 5 Lakovič 5 | Pts Reb Asts | Estadísticas Greer 19 Bourousis 9 Papaloukas 4 | Pabellón: O2 World, Berlín Asistencia: 13.238 espectadores |  |

### Final
| 3 de mayo de 2009 | PBC CSKA Moscú                           | 71–73        | Panathinaikos BC                                           |                                                            |  |
|                   | Parciales: 16-21, 12-27, 18-8, 25-17     |              |                                                            |                                                            |  |
|                   | Estadísticas Holden 14 Smodiš 9 Holden 4 | Pts Reb Asts | Estadísticas Fotsis & Spanoulis 13 Fotsis 8 Jasikevičius 4 | Pabellón: O2 World, Berlín Asistencia: 13.238 espectadores |  |

| Campeones de la Euroleague 2008-09 |
| ---------------------------------- |
| Panathinaikos BC Quinto título     |

## Nominaciones

### Primer quinteto ideal de la temporada
| Posición  | Jugador             | Equipo             |
| --------- | ------------------- | ------------------ |
| Base      | Terrell McIntyre    | Montepaschi Siena  |
| Escolta   | Igor Rakočević      | TAU Cerámica       |
| Escolta   | Juan Carlos Navarro | Regal FC Barcelona |
| Ala-pívot | Ioannis Bourousis   | Olympiacos BC      |
| Pívot     | Nikola Peković      | Panathinaikos BC   |

|  | MVP de la temporada |

### Segundo quinteto ideal de la temporada
| Posición  | Jugador              | Equipo           |
| --------- | -------------------- | ---------------- |
| Base      | Theodoros Papaloukas | Olympiacos BC    |
| Escolta   | Vassilis Spanoulis   | Panathinaikos BC |
| Alero     | Ramūnas Šiškauskas   | PBC CSKA Moscú   |
| Ala-pívot | Eražem Lorbek        | PBC CSKA Moscú   |
| Pívot     | Tiago Splitter       | TAU Cerámica     |

### MVP de la Final Four
| Posición | Jugador            | Equipo           |
| -------- | ------------------ | ---------------- |
| Base     | Vassilis Spanoulis | Panathinaikos BC |

### PremioAlphonso Fordal mejor anotador
| Posición | Jugador        | Equipo       |
| -------- | -------------- | ------------ |
| Escolta  | Igor Rakočević | TAU Cerámica |

### Mejor defensor
| Posición | Jugador              | Equipo           |
| -------- | -------------------- | ---------------- |
| Base     | Dimitris Diamantidis | Panathinaikos BC |

### Estrella emergente
| Posición  | Jugador           | Equipo          |
| --------- | ----------------- | --------------- |
| Ala-pívot | Novica Veličković | Partizan Igokea |

### PremioAlexander Gomelskyal mejor entrenador
| Entrenador      | Equipo          |
| --------------- | --------------- |
| Duško Vujošević | Partizan Igokea |

### Jugador del mes
| Mes           | Jugador           | Equipo              |
| ------------- | ----------------- | ------------------- |
| Octubre       | Ersan Ilyasova    | Regal FC Barcelona  |
| Noviembre     | Sani Bečirovič    | Lottomatica Roma    |
| Diciembre     | Lior Eliyahu      | Maccabi Tel Aviv BC |
| Enero         | Igor Rakočević    | TAU Cerámica        |
| Febrero       | Novica Veličković | Partizan Igokea     |
| Marzo - abril | Eražem Lorbek     | PBC CSKA Moscú      |

### Jugador de la jornada
| Jornada     | Jugador               | Equipo              | Valoración |
| ----------- | --------------------- | ------------------- | ---------- |
| 1           | Will McDonald         | TAU Cerámica        | 32         |
| 2           | Pops Mensah-Bonsu     | DKV Joventut        | 37         |
| 3           | Igor Rakočević        | TAU Cerámica        | 34         |
| 4           | Mike Hall             | Armani Jeans Milán  | 28         |
| 5           | Edu Hernández-Sonseca | DKV Joventut        | 38         |
| 6           | Lior Eliyahu          | Maccabi Tel Aviv BC | 42         |
| 7           | Rawle Marshall        | KK Cibona Zagreb    | 34         |
| 8           | Sani Bečirovič        | Lottomatica Roma    | 38         |
| 9           | Immanuel McElroy      | ALBA Berlin         | 38         |
| 10          | Oğuz Savaş            | Fenerbahçe Ülker    | 41         |
| Top16 - 1   | Lior Eliyahu          | Maccabi Tel Aviv BC | 28         |
| Top16 - 1   | D'or Fischer          | Maccabi Tel Aviv BC | 28         |
| Top16 - 1   | Nikola Peković        | Panathinaikos BC    | 28         |
| Top16 - 2   | Novica Veličković     | Partizan Igokea     | 29         |
| Top16 - 3   | Ersan Ilyasova        | Regal FC Barcelona  | 39         |
| Top16 - 4   | Tiago Splitter        | TAU Cerámica        | 28         |
| Top16 - 5   | Charles Gaines        | Maccabi Tel Aviv BC | 33         |
| Top16 - 5   | Mike Hall             | Armani Jeans Milán  | 33         |
| Top16 - 6   | Mike Batiste          | Panathinaikos BC    | 35         |
| PlayOff - 1 | Romain Sato           | Montepaschi Siena   | 40         |
| PlayOff - 2 | Eražem Lorbek         | PBC CSKA Moscú      | 33         |
| PlayOff - 3 | Ramūnas Šiškauskas    | PBC CSKA Moscú      | 30         |
| PlayOff - 3 | Matjaž Smodiš         | PBC CSKA Moscú      | 30         |
| PlayOff - 4 | Terrell McIntyre      | Montepaschi Siena   | 37         |
| PlayOff - 5 | Ersan Ilyasova        | Regal FC Barcelona  | 26         |